# NGC 505
NGC 505 è una galassia lenticolare situata nella costellazione dei Pesci.

## Scoperta
La galassia NGC 505 è stata scoperta il 1 ottobre 1864 dall'astronomo tedesco Albert Marth.